# Хакнелл, Мик
Мик Джеймс Ха́кнелл (англ. Mick James Hucknall, род. 8 июня 1960, Дентон, Ланкашир, Великобритания) — британский певец и автор песен в стиле поп, ритм-н-блюз и соул. С 1984 по 2010 год являлся вокалистом и фронтменом группы Simply Red. Выступая сольно с 2008 года, Мик Хакнелл записал 2 студийных альбома.
Помимо музыки Мик Хакнелл известен своей благотворительной деятельностью и политической активностью, он является сторонником партии лейбористов Великобритании. Также является фанатом английской футбольной команды Манчестер Юнайтед.
Является лауреатом премии имени Айвора Новелло как выдающийся поэт-песенник (2002), обладателем премии Академии радио за жизненные достижения (2012) и двукратным лауреатом премии BRIT Awards в номинациях «Лучший британский исполнитель» и «Лучшая британская группа» (в составе Simply Red, 1993).

## Биография

### Детство и юность
Мик Джеймс Хакнелл родился 8 июня 1960 года в Дентоне, графство Ланкашир, Англия, и был единственным ребёнком в семье. Когда ему было 3 года, родители развелись, и Мик остался с отцом. Реджинальд Хакнелл работал парикмахером в Стокпорте и старался привить своему сыну хороший вкус и любовь к прекрасному, благодаря этому Мик начал интересоваться музыкой в середине 1970-х годов. Особое влияние на становление его музыкальных вкусов оказало творчество группы Sex Pistols и, в частности, их выступление в Манчестере в июне 1976 года в Зале свободной торговли.
Мик учился в школе Оденшо и помимо музыки увлекался футболом, в дальнейшем стал большим фанатом команды Манчестер Юнайтед. В 1998, будучи уже состоявшимся музыкантом, Хакнелл планировал купить футбольную команду, однако сделка не состоялась.

### Творческий путь
Первым творческим коллективом Хакнелла была группа Frantic Elevators. Коллектив просуществовал с 1977 по 1984 год и записал 4 сингла, в том числе песню «Holding Back the Years», позднее выпущенную Simply Red.

#### Simply Red
В 1984 году вместе с менеджером Эллиотом Рашменом начали привлекать местных сессионных музыкантов для записи дисков и выступлений вживую. Тогда же новая группа стала называться Red, а затем Simply Red — тогдашнее прозвище Мика было «рыжий» — «red».
Первый состав Simply Red включал Хакнелла (вокал), Дэвида Фраймена (гитара), Тони Бауэрса (бас-гитара), Фрица Макинтайра (клавишные и вокал), Тима Келлетта (духовые инструменты) и Криса Джойса (ударные). Группа исполняла песни в стиле соул, поп, джаз, голубоглазый соул и в общей сложности выпустила 10 студийных альбомов, четыре из которых (A New Flame, Stars, Life и Blue) занимали первые строчки чартов Британии. Главным хитом Simply Red образца 1980-х стала композиция «Holding Back The Years», добравшаяся до высшиих позиций музыкальных хит-парадов Ирландии и США. Хакнелл написал её в 17 лет в связи с переживаниями из-за разлуки с матерью.

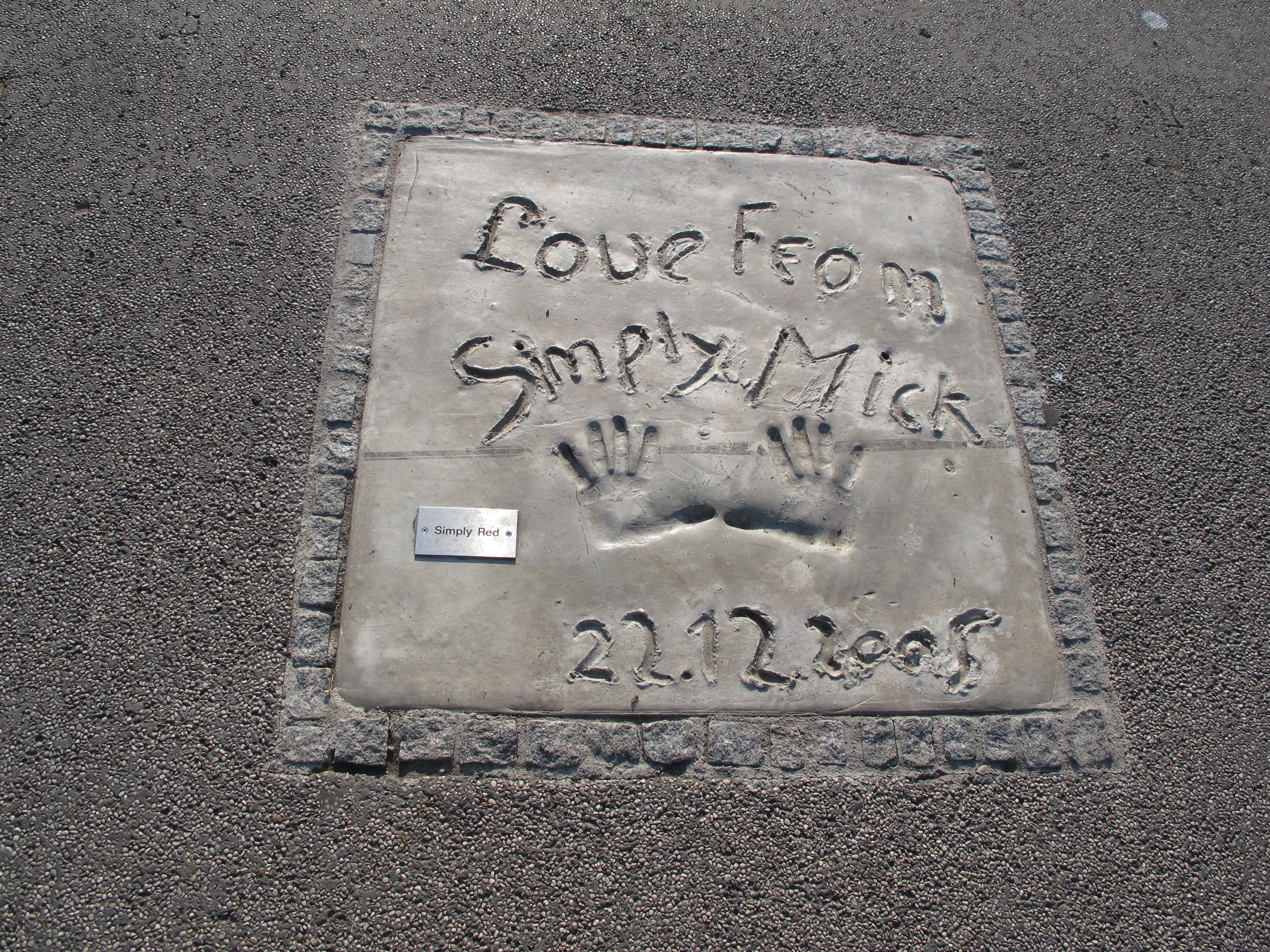

На протяжении 25 лет существования Simply Red в качестве сессионных музыкантов также приглашались гитарист Сильван Ричардсон, клавишник Иен Киркхам, гитарист Азиз Ибрагим, трубач Саймон Брукер, гитарист Хейтор Перейра, барабанщик Гота Яшики, басист Шон Уорд, вокалист Ди Джонсон, трубач Джон Джонсон, клавишник Дэйв Клейтон и многие другие.
В октябре 2007 года на шоу Дэвида Дженсона Мик Хакнелл объявил о том, что в 2009 году группа Simply Red планирует завершить концертную деятельность.

Я пришёл к выводу, что 25-ти лет достаточно, поэтому концертный тур Simply Red в 2009 году станет прощальным.Оригинальный текст (англ.)I've kind of decided that the 25 years is going to be enough, so I intend that the 2009 will be the last Simply Red tour.— Мик Хакнелл в интервью The Sunday Times
19 декабря 2010 года на арене O2 в Лондоне состоялся прощальный концерт Simply Red, трансляция выступления велась во многих кинотеатрах Великобритании.

#### Сольная карьера и сайд-проекты
В 2008 году Хакнелл выпустил свой первый сольный альбом Tribute to Bobby — это был сборник кавер-версий блюзовых композиций Бобби Блэнда, пластинка достигла 18 строчки британского хит-парада. В октябре 2012 года Мик записал второй альбом под названием American Soul.
В 2009 году Хакнелл присоединился к группе The Faces, заняв место Рода Стюарта.
Также Хакнелл является совладельцем звукозаписывающего лейбла Blood & Fire, специализирующегося на регги.

### Политика
Хакнелл является политическим активистом и сторонником лейбористской партии Великобритании. В 1997 году он публично заявил о своих политических взглядах в преддверии выборов и начал оказывать поддержку Тони Блэру, который в итоге стал премьер-министром. В 1998 году Хакнелл вошёл в список людей, пожертвовавших более 5 тысяч фунтов на продвижение партии. В 2003 году Хакнелл поддерживал позицию Блэра по поводу войны в Ираке и заявил, что «никогда ранее не уважал премьер-министра так сильно». Однако в 2008 году он перестал жертвовать деньги для лейбористов, хотя и продолжал утверждать, что снова будет голосовать за них.

### Филантропия
Мик Хакнелл много времени уделяет благотворительности. В 2003 году он принимал участие в ежегодном благотворительном концерте BBC Children in Need. В феврале 2009 года, когда в Австралии бушевали лесные пожары и концерт Simply Red в штате Виктория был отменён, группа во главе с Хакнеллом жертвовала средства в фонд Victorian Bushfire Appeal.

### Личная жизнь
На протяжении 1980-х Мик активно распространял слухи о своей неуёмности в любви: в некоторых интервью он говорил, что в период расцвета Simply Red с 1985 по 1987 год мог переспать с тремя женщинами за день. Тогдашнее своё состояние он описывал как «сексуальная зависимость».
25 мая 2010 года Мик Хакнелл женился на своей подруге Габриэлле Уэсберри, церемония бракосочетания проходила в средневековом замке в городе Пертшир, Шотландия. Тремя годами ранее в июне у пары родилась дочь Роми Тру. Вместе с семьёй Мик много времени проводит в Ирландии, в графстве Донегол, где он приобрёл поместье.
Вместе с актёрами Джонни Деппом, Джоном Малковичем и Шоном Пенном Хакнелл является совладельцем парижского ресторана Man Ray. Помимо этого Мик владеет частью акций компании Ask Property Developments, которая занимается муниципальным строительством.
Мик Хакнелл также известен своими виноградниками, которые располагаются в городе Катания на Сицилии, там музыкант производит вино марки «Il Cantante».

## Дискография

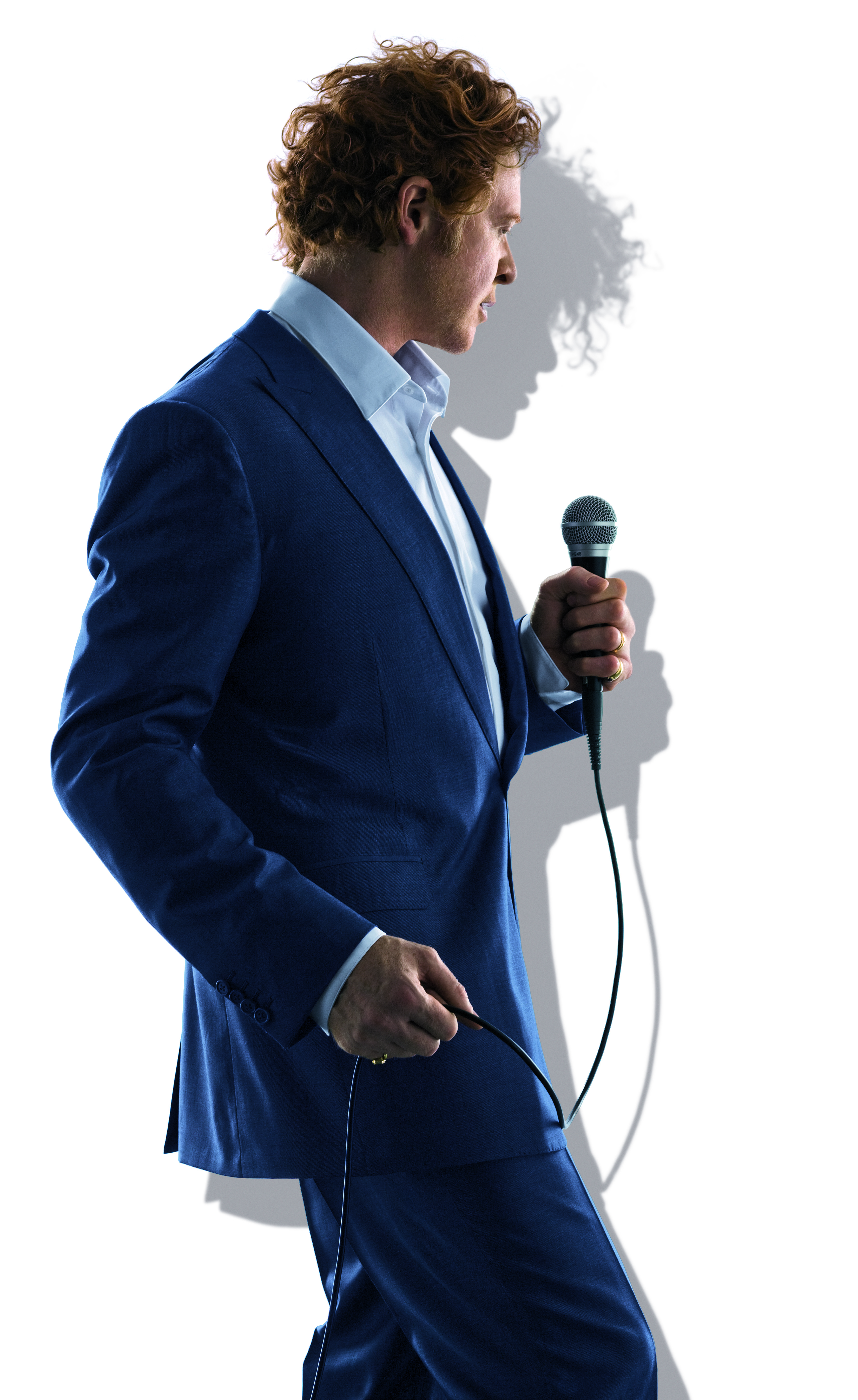
Промо-фото Хакнелла для тура 2010 года

### Студийные альбомы
| Год  | Альбом                                 | Высшие позиции в чартах | Высшие позиции в чартах | Высшие позиции в чартах | Высшие позиции в чартах | Высшие позиции в чартах | Высшие позиции в чартах |
| Год  | Альбом                                 | UK                      | AUT                     | GER                     | IT                      | NL                      | SWI                     |
| ---- | -------------------------------------- | ----------------------- | ----------------------- | ----------------------- | ----------------------- | ----------------------- | ----------------------- |
| 2008 | Tribute to Bobby - Выход: 19 мая 2008  | 18                      | 39                      | 37                      | 25                      | 23                      | 29                      |
| 2012 | American Soul - Выход: 29 октября 2012 | 6                       | 11                      | 12                      | 22                      | 15                      | 18                      |

### Синглы
| Год  | Сингл                          | Высшие позиции в чартах | Альбом           |
| Год  | Сингл                          | UK                      | Альбом           |
| ---- | ------------------------------ | ----------------------- | ---------------- |
| 2008 | «Poverty»                      | —                       | Tribute to Bobby |
| 2008 | «Farther Up the Road»          | —                       | Tribute to Bobby |
| 2011 | «Happy This Christmas»         | —                       | —                |
| 2012 | «That’s How Strong My Love Is» | 118                     | American Soul    |